# گروه بکدر
گروه بکدُر نخستین بار در ۱۰ مهر ۱۴۰۱، زمانی مورد توجه قرار گرفت که اطلاعات هویتی مأموران بازداشت کننده مهسا امینی را افشا کرد. همچنین بعد از این رخداد و به منظور حمایت از خیزش زن، زندگی، آزادی تا به کنون در حال هک سازمانها و افشای اطلاعات مأموران ایران هستند.

## تاریخچه حملات هکری
- افشای اطلاعات هویتی رایحه ربیعی، آمنه سادات ذبیح پور و علی رضوانی[۳][۴][۵]
- دسترسی به سرور ایمیل پتروشیمی لرستان[۶]
- پرتال دانشگاه علوم پزشکی بابل[۷]
- رضا سالاروند رئیس یک تیم هکری وابسته به سپاه[۸]
- دادگاه‌های عمومی و انقلاب تهران[۹]
- افشای واحد ۴۰۰ نیروی قدس سپاه[۱۰]
- افشای اطلاعات اولین مضنون حملات شیمیایی به مدارس دخترانه ایران[۱۱]